# 996-os busz (Budapest)
A budapesti 996-os jelzésű éjszakai autóbusz a Cinkotai autóbuszgarázs és Újpest-központ között közlekedik. A vonalat a Budapesti Közlekedési Zrt. üzemelteti.

## Története
A járatot 2006. november 3-án indították a korábbi szolgálati járat helyett, ezzel a pesti külső kerületek jobb éjszakai kapcsolatot kaptak. Betétjáratot is kapott, 996A jelzéssel, útvonaluk kis mértékben eltérő a rákosszentmihályi szakaszon.

## Útvonala
| Cinkotai autóbuszgarázs felé |
| Újpest-központ M vá. – István út – Petőfi utca – Kassai utca – Árpád út – felüljáró – Hubay Jenő tér – Illyés Gyula utca – Rákos út – Széchenyi út – Kolozsvár utca – Szent Korona útja – Vasutastelep utca – Bánkút utca – Páskomliget utca – Nyírpalota út – Fő tér – Zsókavár utca – Erdőkerülő utca – Szentmihályi út – Rákospalotai határút – Pálya utca – Csömöri út – Rózsa utca – Rákosi út – János utca – Csömöri út – Mátyás király utca – Budapesti út – Futórózsa utca – Margit utca – Baross Gábor utca – Veres Péter út – Bökényföldi út – Cinkotai autóbuszgarázs vá. |
| Újpest-központ felé |
| Cinkotai autóbuszgarázs vá. – Bökényföldi út – Veres Péter út – Baross Gábor utca – Margit utca – Futórózsa utca – Budapesti út – Mátyás király utca – Csömöri út – János utca – Rákosi út – Rózsa utca – Csömöri út – Pálya utca – Rákospalotai határút – Szentmihályi út – Erdőkerülő utca – Zsókavár utca – Fő tér – Nyírpalota út – Páskomliget utca – Bánkút utca – Vasutastelep utca – Széchenyi út – Rákos út – Illyés Gyula utca – Hubay Jenő tér – felüljáró – Árpád út – Újpest-központ M vá.                                                                              |

## Megállóhelyei
| 0  | Újpest-központ M végállomás                             | 50 | 914, 914A, 930, 950, 950A, 996A   |
| 2  | Erzsébet utca                                           | 49 | 914, 950, 950A, 996A              |
| 3  | Árpád üzletház                                          | 48 | 914, 950, 950A, 996A              |
| 4  | Árpád Kórház                                            | 47 | 950, 950A, 996A                   |
| 5  | Víztorony                                               | 46 | 950, 950A, 996A                   |
| ∫  | Hubay Jenő tér                                          | 45 | 950, 950A, 996A                   |
| 7  | Beller Imre utca                                        | 44 | 996A                              |
| 8  | Illyés Gyula utca                                       | 43 | 996A                              |
| 9  | Rákos úti szakrendelő                                   | 42 | 996A                              |
| ∫  | Szerencs utca                                           | 41 | 996A                              |
| 10 | Wesselényi utca                                         | 40 | 996A                              |
| 11 | Szent Korona útja                                       | 40 | 996A                              |
| 12 | Széchenyi út                                            | 39 | 996A                              |
| 13 | Opál utca                                               | 38 | 996A                              |
| 14 | Rákospalota, MÁV-telep                                  | 37 | 973, 996A                         |
| 15 | Szerencs utca                                           | 36 | 973, 996A                         |
| 16 | Páskomliget utca (↓) Bánkút utca (↑)                    | 35 | 973, 996A                         |
| 17 | Sárfű utca                                              | 34 | 973, 996A                         |
| 18 | Vásárcsarnok                                            | 33 | 973, 979, 996A                    |
| 19 | Fő tér                                                  | 32 | 973, 979, 996A                    |
| ∫  | Zsókavár utca                                           | 31 | 973, 996A                         |
| 20 | Erdőkerülő utca                                         | ∫  | 973, 996A                         |
| 20 | Erdőkerülő utca 27. (↓) Erdőkerülő utca 28. (↑)         | 31 | 973, 996A                         |
| 21 | Szentmihályi út (↓) Erdőkerülő utca (↑)                 | 30 | 973, 996A                         |
| 24 | József utca                                             | 27 |                                   |
| ∫  | Rákóczi út                                              | 26 |                                   |
| 25 | Rigó utca                                               | ∫  |                                   |
| ∫  | Rákospalotai határút                                    | 25 |                                   |
| 26 | Pálya utca                                              | ∫  |                                   |
| 26 | Baross utca                                             | 24 |                                   |
| 27 | Csömöri út (↓) Pálya utca (↑)                           | 24 |                                   |
| 28 | Rózsa utca (↓) Csömöri út (↑)                           | 23 |                                   |
| 28 | Szent Korona utcai lakótelep                            | 22 |                                   |
| 29 | Rákosi út (↓) Rózsa utca (↑)                            | 22 | 419 (hétvége hajnalban)           |
| 30 | Batthyány utca                                          | 21 | 931 419 (hétvége hajnalban)       |
| 31 | József utca                                             | 20 | 931 419 (hétvége hajnalban)       |
| 32 | János utca (↓) Rákosi út (↑)                            | 19 | 931 419 (hétvége hajnalban)       |
| 32 | Szent Korona utca                                       | 18 |                                   |
| 33 | Csömöri út (↓) János utca (↑)                           | 18 | 931                               |
| 34 | Diófa utca (↓) György utca (↑)                          | 17 | 931, 996A                         |
| 35 | Mátyás király utca (↓) Rákosszentmihály, Csömöri út (↑) | 16 | 931, 996A                         |
| 35 | Szent Korona utca                                       | 15 | 996A                              |
| 36 | Rákosi út (↓) Mátyás király utca 71. (↑)                | 15 | 931, 996A 419 (hétvége hajnalban) |
| 37 | Ida utca                                                | 14 | 996A                              |
| 38 | Mátyásföldi tér                                         | 13 | 996A                              |
| ∫  | Olga utca                                               | 12 | 996A                              |
| ∫  | Budapesti út                                            | 12 | 996A                              |
| 40 | Sasvár utca                                             | 11 | 996A                              |
| 41 | Margit utca (↓) Futórózsa utca (↑)                      | 10 | 996A                              |
| ∫  | Centenáriumi lakótelep                                  | 9  | 996A                              |
| 42 | Gida utca                                               | 6  | 996A                              |
| 44 | Mátyásföld, Imre utca H                                 | 7  | 908, 908A, 996A                   |
| 44 | Bökényföldi út (↓) Veres Péter út (↑)                   | 6  | 908, 908A, 996A                   |
| 45 | Hunyadvár utca                                          | 6  | 908, 908A, 996A                   |
| 46 | Újszász utca                                            | 5  | 908, 908A, 996A                   |
| 47 | Nebántsvirág utca (↓) Petőfi tér (↑)                    | 4  | 996A                              |
| 48 | Zsemlékes út                                            | 3  | 996A                              |
| 49 | EGIS Gyógyszergyár                                      | 2  | 996A                              |
| 50 | Injekcióüzem                                            | 1  | 996A                              |
| 51 | Cinkotai autóbuszgarázs végállomás                      | 0  | 908, 908A, 968, 992, 996A, 998    |